# Face the Shadow
"Face the Shadow" é uma canção do supergrupo arménio Genealogy, que representou a Arménia em Viena, Áustria no Festival Eurovisão da Canção 2015.
Foi a segunda canção a ser interpretada, na 1ª semi-final a seguir a canção da Moldávia "I Want Your Love" e antes da canção da Bélgica "Rhythm Inside". Terminou a competição em 7.º lugar com 77 pontos, conseguindo passar à final.
Na final foi a sexta canção a ser interpretada na noite do festival, a seguir à canção do Reino Unido "Still in love with you" e antes da canção da Lituânia "This Time". Terminou a competição em 16.º lugar (entre 26 participantes), tendo recebido um total de 34 pontos.

## Antecedentes
O supergrupo Genealogy é composto por arménios que representam os cinco continentes (África, Ásia, Américas, Europa, Oceânia) e um da Arménia. Os cinco artistas da diáspora arménia, ao mesmo tempo simbolizam as cinco pétalas da flor Myosotis (também chamada de não-me-esqueça). No seu centro, o grupo será unificado por um sexto artista, que será natural da Arménia.
Os membros da banda (por ordem alfabética a partir do apelido) são:
- Essaï Altounian - França - representando os arménios da Europa[2]
- Inga Arshakyan - Arménia
- Tamar Kaprelian - Estados Unidos da América, representando os arménios das Américas[3]
- Mary-Jean O'Doherty Vasmatzian - Austrália, representando os arménios da Oceania[4]
- Vahe Tilbian - Etiópia, representando os arménios da África[5]
- Stephanie Topalian - Japão, representando os arménios da Ásia[6]